# كارل باروس
كارل باروس (بالإنجليزية: Carl Barus)‏ (و. 1856 – 1935 م) هو فيزيائي من الولايات المتحدة الأمريكية .
وكان عضواً في الأكاديمية الوطنية للعلوم، والجمعية الأمريكية للفلسفة .